# Bolbec
Bolbec [bɔlbɛk] ist eine französische Gemeinde mit 11.618 Einwohnern (Stand 1. Januar 2022) im Département Seine-Maritime in der Region Normandie. Sie gehört zum Arrondissement Le Havre und zum Kanton Bolbec. Im Stadtgebiet entspringt das Flüsschen Rivière de Bolbec, das heute überwiegend Rivière de Commerce genannt wird und zur Seine entwässert.

## Geschichte

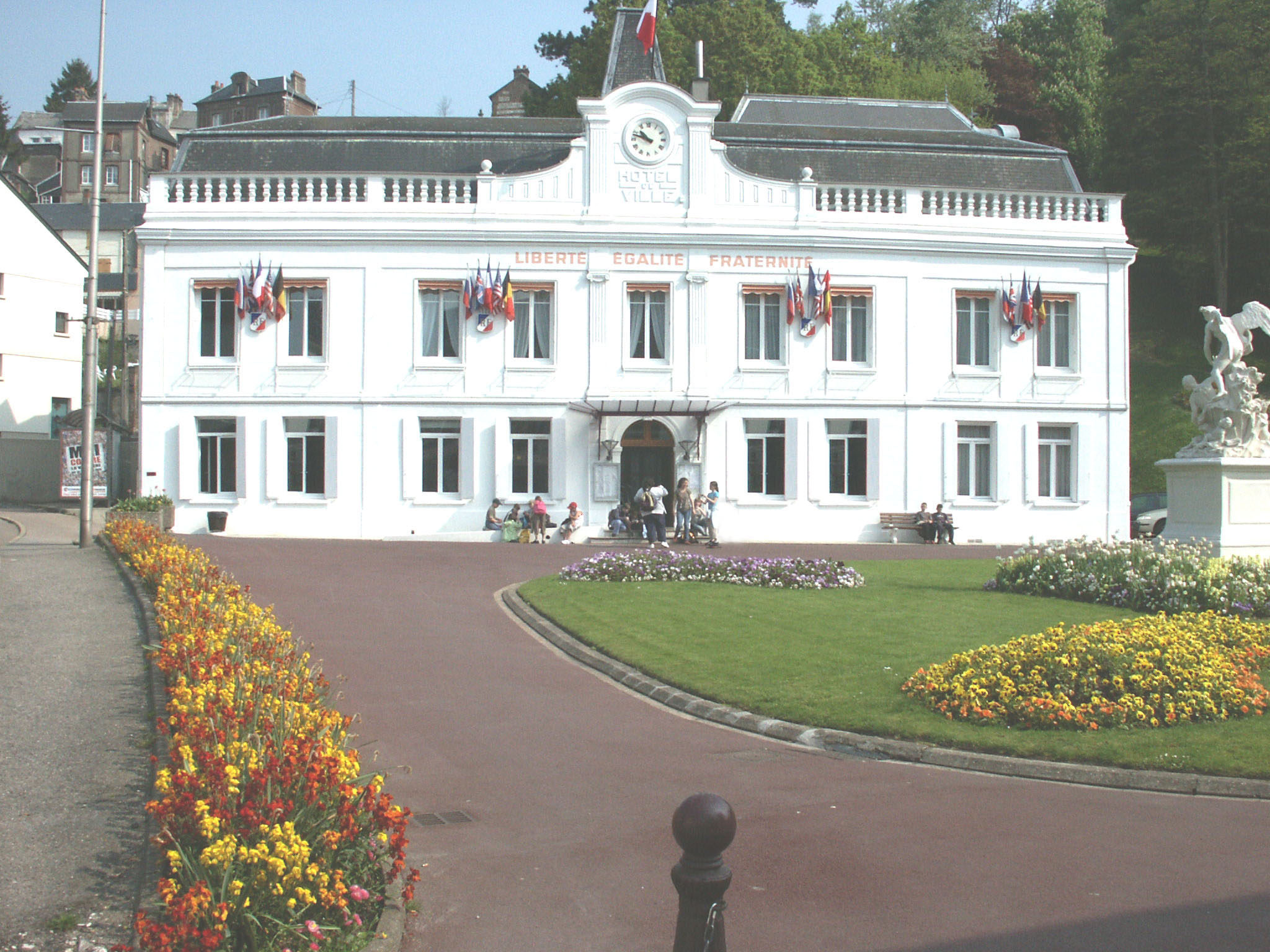
Hôtel de ville (Rathaus)

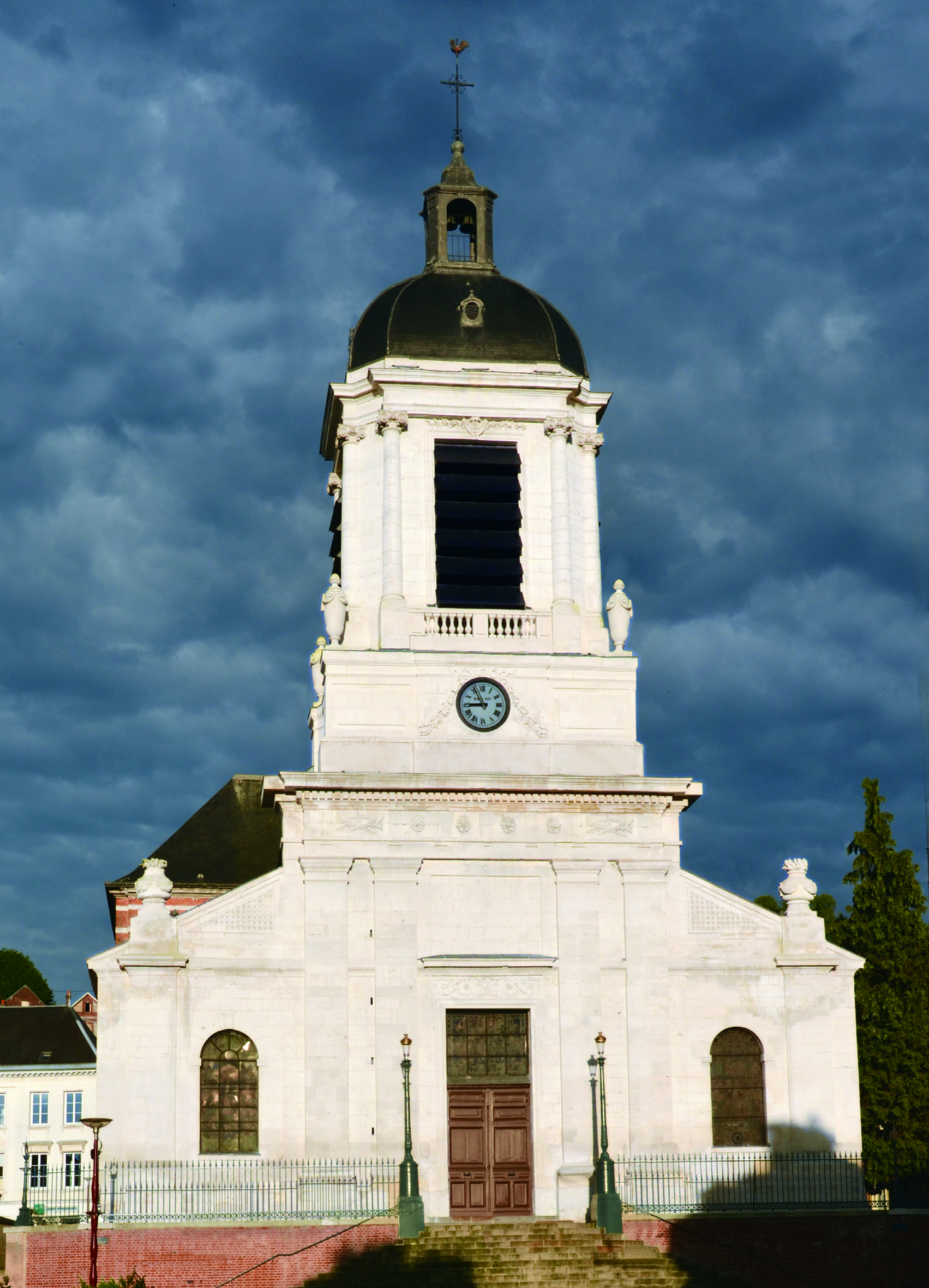
Kirche Saint-Michel

Der Ort wird im 11. Jahrhundert als Bolebec, Altnordischer Ortsname bekkr „Bach“ des Boli (dänisch-nordischer eingliedriger Rufname, der auch im acht Kilometer entfernten Bolleville erscheint), erstmals erwähnt.
Nach dem Zweiten Weltkrieg befand sich hier ein Lager für deutsche Kriegsgefangene.

## Einwohnerentwicklung
- 1962: 12.212
- 1968: 12.716
- 1975: 12.555
- 1982: 12.461
- 1990: 12.372
- 1999: 12.588
- 2005: 12.801
- 2017: 11.417

## Sehenswürdigkeiten
- Kirche Saint-Michel
- Manoir de Cailletot
- Château du Val au Grès

## Verkehr

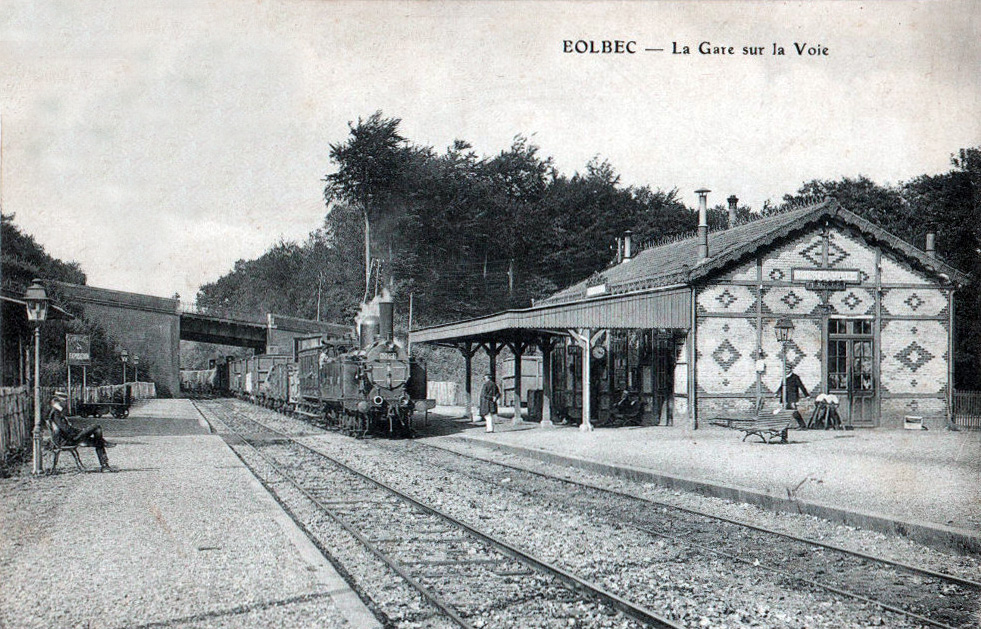
Bahnhof Bolbec-Ville um 1900

Die Gemeinde hatte zwei Bahnhöfe: Bolbec-Nointot an der Bahnstrecke Paris–Le Havre (eröffnet am 22. März 1847) und den Stadtbahnhof Bolbec-Ville an der Bahnstrecke Bréauté-Beuzeville–Gravenchon-Port-Jérôme. Letztere erreichte den Ort von Bréauté her am 20. Juni 1881. Dreizehn Monate lang war Bolbec-Ville Endpunkt der Strecke, ehe diese nach Lillebonne verlängert wurde. In den 1960er Jahren endete in Bolbec-Ville der Personenverkehr; die Güterzüge von und nach Port-Jérôme bedienen den Ort nicht. Seit Juni 2019 halten auch in der Station Bolbec-Nointot keine Züge mehr.
Durch Bolbec verlaufen mehrere Departementsstraßen. Nördlich der Gemeindegrenze befindet sich die Anschlussstelle 7 der Autobahn A 29.

## Persönlichkeiten
- François-Amable Ruffin (1771–1811), General der Infanterie
- Guillaume de Felice (1803–1871),  IV. Graf von Panzutti, dritter Pfarrer von Bolbec
- Léon Suzanne (1870–1923), Maler und Zeichner
- Jacques Prevel (1915–1951), Dichter
- Dominique Noguez (1942–2019), Schriftsteller

## Städtepartnerschaften
Es bestand eine Städtepartnerschaft mit dem ehemaligen niedersächsischen Landkreis Wittlage (bis zur Gemeindereform 1972). Diese Partnerschaft wird heute weitergeführt durch die Gemeinden Bad Essen, Bohmte und Ostercappeln, die alle zum Landkreis Wittlage gehörten.